# Lakeland Highlands
Lakeland Highlands är en ort (CDP) i Polk County, i delstaten Florida, USA. Enligt United States Census Bureau har orten en folkmängd på 11 056 invånare (2010) och en landarea på 12,6 km².